# ريتشارد هاينز
ريتشارد هاينز (بالإنجليزية: Richard Hines)‏ (و. 1792 – 1851 م) هو سياسي، ومحام من الولايات المتحدة الأمريكية .
وهو عضو في الحزب الديمقراطي الأمريكي .